# Annibale Annibaldi
Annibale Annibaldi (ur. ok. 1220/30 w Rzymie, zm. 15 października 1272 w Orvieto) – włoski dominikanin i kardynał.
Pochodził z Rzymu i był bratankiem kardynała Riccardo Annibaldi. Wstąpił do zakonu dominikanów w rzymskim konwencie S. Sabina w 1253 i uzyskał tytuł magistra teologii. Następnie wykładał teologię na uniwersytecie paryskim. W 1260 papież Aleksander IV mianował go Mistrzem Świętego Pałacu, a w 1262 Urban IV wyniósł go do godności kardynała-prezbitera SS. XII Apostoli. Sygnował bulle papieskie datowane między 13 listopada 1263 a 13 stycznia 1267. Uczestniczył w papieskiej elekcji w 1264-65 i 1268-71. W 1265 był jednym z legatów wobec Karolem d'Anjou w celu odebrania od niego przysięgi na wierność Stolicy Apostolskiej w związku z jego planowaną koronacją na króla Sycylii. Zmarł w Orvieto i został pochowany w miejscowym konwencie dominikańskim.